# Urenui (fleuve)
La rivière Urenui  (anglais : Urenui River) est une rivière du district de New Plymouth, dans la région de Taranaki, de l’Île du Nord de la Nouvelle-Zélande.

## Géographie
Elle s’écoule vers le nord-est avant de tourner au nord-ouest pour atteindre la côte au niveau de la ville d’Urenui.